# Futbol'nyj Klub Rostov 2012-2013
Questa voce raccoglie le informazioni riguardanti il Rostov nelle competizioni ufficiali della stagione 2012-2013.

## Stagione
La squadra finì tredicesima in campionato, posizione che la costrinse a disputare i play-off, che furono vinti contro lo SKA-Ėnergija, garantendosi la permanenza in massima serie.
In Coppa di Russia, il club arrivò fino in semifinale, sconfitta in casa dal CSKA Mosca, futuri vincitori del torneo.

## Rosa
| N. |                          | Ruolo | Calciatore         |
| -- | ------------------------ | ----- | ------------------ |
| 1  | Croazia (bandiera)       | P     | Stipe Pletikosa    |
| 2  | Bielorussia (bandiera)   | C     | Cimafej Kalačoŭ    |
| 3  | Russia (bandiera)        | D     | Ruslan Abazov      |
| 5  | Russia (bandiera)        | D     | Vitalij D'jakov    |
| 6  | Russia (bandiera)        | C     | Aleksej Rebko      |
| 7  | Russia (bandiera)        | C     | Maksim Grigor'ev   |
| 8  | Mali (bandiera)          | C     | Moussa Doumbia     |
| 9  | Gabon (bandiera)         | C     | Guélor Kanga       |
| 10 | Corea del Sud (bandiera) | A     | Yoo Byung-Soo      |
| 11 | Russia (bandiera)        | A     | Aleksandr Bucharov |
| 13 | Bielorussia (bandiera)   | P     | Anton Amel'čanka   |
| 14 | Russia (bandiera)        | A     | Dmitrij Poloz      |
| 15 | Bielorussia (bandiera)   | D     | Maksim Bardačoŭ    |

| N. |                           | Ruolo | Calciatore          |
| -- | ------------------------- | ----- | ------------------- |
| 17 | Russia (bandiera)         | C     | Nika Chkhapeliya    |
| 18 | Russia (bandiera)         | C     | Azim Fatullaev      |
| 23 | Russia (bandiera)         | C     | Aleksandr Trošečkin |
| 27 | Costa d'Avorio (bandiera) | D     | Igor Lolo           |
| 33 | Russia (bandiera)         | D     | Vladimir Granat     |
| 35 | Russia (bandiera)         | P     | Soslan Džanaev      |
| 55 | Sudafrica (bandiera)      | D     | Siyanda Xulu        |
| 69 | Iran (bandiera)           | A     | Sardar Azmoun       |
| 77 | Angola (bandiera)         | D     | Bastos              |
| 84 | Moldavia (bandiera)       | C     | Alexandru Gațcan    |
|    | Spagna (bandiera)         | D     | César Navas         |
|    | Ecuador (bandiera)        | C     | Christian Noboa     |

## Risultati

### Campionato
| Chimki 21 luglio 2012 1ª giornata | CSKA Mosca | 1 – 0 referto | Rostov | Arena Chimki |

| Rostov sul Don 29 luglio 2012 2ª giornata | Rostov | 2 – 2 referto | Anži | Stadio Olimp-2 |

| Saransk 3 agosto 2012 3ª giornata | Mordovija | 3 – 0 referto | Rostov | Start Stadion |

| Rostov sul Don 12 agosto 2012 4ª giornata | Rostov | 1 – 2 referto | Kryl'ja Sovetov Samara | Stadio Olimp-2 |

| Krasnodar 18 agosto 2012 5ª giornata | Krasnodar | 0 – 0 referto | Rostov | Stadio Kuban' |

| Rostov sul Don 25 agosto 2012 6ª giornata | Rostov | 3 – 1 referto | Alanija Vladikavkaz | Stadio Olimp-2 |

| Nižnij Novgorod 1º settembre 2012 7ª giornata | Volga Nižnij Novgorod | 1 – 1 referto | Rostov | Stadio Lokomotiv |

| Rostov sul Don 16 settembre 2012 8ª giornata | Rostov | 1 – 0 referto | Dinamo Mosca | Stadio Olimp-2 |

| Mosca 23 settembre 2012 9ª giornata | Spartak Mosca | 3 – 1 referto | Rostov | Stadio Lužniki |

| Rostov sul Don 30 settembre 2012 10ª giornata | Rostov | 0 – 4 referto | Rubin | Stadio Olimp-2 |

| Groznyj 5 ottobre 2012 11ª giornata | Terek Groznyj | 2 – 1 referto | Rostov | Achmat-Arena |

| Rostov sul Don 21 ottobre 2012 12ª giornata | Rostov | 0 – 0 referto | Lokomotiv Mosca | Stadio Olimp-2 |

| Krasnodar 26 ottobre 2012 13ª giornata | Kuban' | 1 – 0 referto | Rostov | Stadio Kuban' |

| San Pietroburgo 2 novembre 2012 14ª giornata | Zenit San Pietroburgo | 2 – 1 referto | Rostov | Stadio Petrovskij |

| Rostov sul Don 9 novembre 2012 15ª giornata | Rostov | 3 – 0 referto | Amkar Perm' | Stadio Olimp-2 |

| Machačkala 18 novembre 2012 16ª giornata | Anži | 0 – 0 referto | Rostov | Stadio Dinamo |

| Rostov sul Don 23 novembre 2012 17ª giornata | Rostov | 2 – 0 referto | Mordovija | Stadio Olimp-2 |

| Samara 2 dicembre 2012 18ª giornata | Kryl'ja Sovetov Samara | 0 – 2 referto | Rostov | Stadio Metallurg (Samara) |

| Rostov sul Don 7 dicembre 2012 19ª giornata | Rostov | 2 – 3 referto | Krasnodar | Stadio Olimp-2 |

| Vladikavkaz 9 marzo 2013 20ª giornata | Alanija Vladikavkaz | 0 – 0 referto | Rostov | Respublikanskij stadion Spartak |

| Rostov sul Don 15 marzo 2013 21ª giornata | Rostov | 1 – 2 referto | Volga Nižnij Novgorod | Stadio Olimp-2 |

| Chimki 30 marzo 2013 22ª giornata | Dinamo Mosca | 1 – 0 referto | Rostov | Arena Chimki |

| Rostov sul Don 6 aprile 2013 23ª giornata | Rostov | 1 – 0 referto | Spartak Mosca | Stadio Olimp-2 |

| Kazan' 14 aprile 2013 24ª giornata | Rubin | 1 – 1 referto | Rostov | Stadio Centrale di Kazan' |

| Rostov sul Don 22 aprile 2013 25ª giornata | Rostov | 0 – 3 referto | Terek Groznyj | Stadio Olimp-2 |

| Mosca 27 aprile 2013 26ª giornata | Lokomotiv Mosca | 3 – 1 referto | Rostov | Stadio Lokomotiv |

| Rostov sul Don 4 maggio 2013 27ª giornata | Rostov | 0 – 2 referto | Kuban' | Stadio Olimp-2 |

| Rostov sul Don 12 maggio 2013 28ª giornata | Rostov | 1 – 1 referto | Zenit San Pietroburgo | Stadio Olimp-2 |

| Perm' 17 maggio 2013 29ª giornata | Amkar Perm' | 3 – 2 referto | Rostov | Stadio Zvezda |

| Rostov sul Don 26 maggio 2013 30ª giornata | Rostov | 3 – 0 referto | CSKA Mosca | Stadio Olimp-2 |

### Coppa di Russia
| Astrachan' 26 settembre 2012 Sedicesimi di finale | Astrachan' | 1 – 3 referto | Rostov | Stadio Astrachan' |

| Rostov sul Don 30 ottobre 2012 Ottavi di finale | Rostov               | 0 – 0 (d.t.s.) referto | Spartak Mosca | Stadio Olimp-2 |
| \| \| \| \| \| \| Tiri di rigore 3 – 2 \| \|    |                      |                        |               |                |
|                                                 |                      |                        |               |                |
|                                                 | Tiri di rigore 3 – 2 |                        |               |                |

| Rostov sul Don 18 aprile 2013 Quarti di finale | Rostov               | 0 – 0 (d.t.s.) referto | Terek Groznyj | Stadio Olimp-2 |
| \| \| \| \| \| \| Tiri di rigore 4 – 3 \| \|   |                      |                        |               |                |
|                                                |                      |                        |               |                |
|                                                | Tiri di rigore 4 – 3 |                        |               |                |

| Rostov sul Don 7 maggio 2013 Semifinali | Rostov | 0 – 2 referto | CSKA Mosca | Stadio Olimp-2 |